# Gerardo Vallejo
Gerardo Enrique Vallejo Matute (ur. 3 grudnia 1976 w Medellín) – piłkarz kolumbijski grający na pozycji prawego obrońcy.

## Kariera klubowa
Karierę piłkarską Vallejo rozpoczął w klubie Envigado FC. W 1999 roku zadebiutował w jego barwach w Copa Mustang. Już w debiutanckim sezonie 1999 stał się podstawowym zawodnikiem Envigado. W klubie tym grał do końca sezonu 2000.
Na początku 2001 roku Vallejo przeszedł z Envigado do Deportivo Cali, w którym także grał w podstawowym składzie. W 2003 roku wywalczył z Deportivo wicemistrzostwo ligi fazy Finalización. W 2004 roku przeszedł do klubu Deportes Tolima i grał w nim przez rok, między innymi także w rozgrywkach Copa Libertadores. W 2005 roku na krótko wrócił do Deportivo Cali, ale już przed rozpoczęciem fazy Finalización sezonu 2005 ponownie został piłkarzem Deportes Tolima.
| Sezon | Klub            | Kraj     | Rozgrywki    | Mecze | Bramki |
| ----- | --------------- | -------- | ------------ | ----- | ------ |
| 1999  | Envigado FC     | Kolumbia | Copa Mustang | 33    | 1      |
| 2000  | Envigado FC     | Kolumbia | Copa Mustang | 42    | 4      |
| 2001  | Deportivo Cali  | Kolumbia | Copa Mustang | 32    | 2      |
| 2002  | Deportivo Cali  | Kolumbia | Copa Mustang | 34    | 1      |
| 2003  | Deportivo Cali  | Kolumbia | Copa Mustang | 20    | 0      |
| 2004  | Deportes Tolima | Kolumbia | Copa Mustang | 40    | 2      |
| 2005  | Deportivo Cali  | Kolumbia | Copa Mustang | 6     | 0      |
| 2005  | Deportes Tolima | Kolumbia | Copa Mustang | 10    | 0      |
| 2006  | Deportes Tolima | Kolumbia | Copa Mustang | 42    | 2      |
| 2007  | Deportes Tolima | Kolumbia | Copa Mustang | 34    | 1      |
| 2008  | Deportes Tolima | Kolumbia | Copa Mustang | 36    | 0      |
| 2009  | Deportes Tolima | Kolumbia | Copa Mustang | 42    | 1      |
| 2010  | Deportes Tolima | Kolumbia | Copa Mustang | 25    | 0      |
| 2011  | Deportes Tolima | Kolumbia | Copa Mustang |       |        |

## Kariera reprezentacyjna
W reprezentacji Kolumbii Vallejo zadebiutował 4 sierpnia 2001 roku w wygranym 2:1 towarzyskim meczu z Liberią. W 2003 roku zagrał z Kolumbią w Pucharze Konfederacji, a także w Złotym Pucharze CONCACAF. Z kolei w 2007 roku zagrał we 2 meczach Copa América 2007: z Paragwajem (0:5) i z Argentyną (2:4).